# Серещенко, Иван Васильевич
Иван Васильевич Серещенко (23 сентября 1914, Романовка, Саратовская губерния — 24 мая 1996, Романовка, Саратовская область) — командир отделения 296-го стрелкового полка (13-я стрелковая дивизия, 59-я армия, 1-й Украинский фронт), старший сержант, участник Великой Отечественной войны, кавалер ордена Славы трёх степеней.

## Биография
Родился 23 сентября 1914 года в селе Романовка Балашовского уезда Саратовской губернии (ныне — посёлок городского типа Романовского района Саратовской области России) в семье крестьянина. Русский. В 1927 году окончил 5 классов.
С 1928 жил в городе Нижний Новгород, работал в объединении «Мостострой». В 1936—1938 годах проходил срочную службу в Красной Армии. После увольнения в запас приехал в город Днепропетровск, работал столяром. С началом Великой Отечественной войны был эвакуирован на восток.
В августе 1941 года был вновь призван в армию Мариинским райвоенкоматом Новосибирской (ныне — Кемеровской) области. На фронте в Великую Отечественную войну с ноября 1941 года, боевой путь начал на Волховском фронте.
К весне 1944 года старший сержант Серещенко — помощник командира взвода 1084-го стрелкового полка 310-й стрелковой дивизии. К этому времени имел уже три ранения — два в 1942 году и одно в 1943 году. Член ВКП(б)/КПСС с 1943 года. В марте-апреле 1944 года 310-я стрелковая дивизия вела наступательные бои на псковско-островском направлении.
9 марта 1944 года в бою за деревню Иваньково (Локнянский район Псковской области) старший сержант Серещенко с группой бойцов блокировал вражескую железобетонную огневую точку, мешавшую продвижению стрелков, и гранатами подорвал его вместе с прислугой. В дальнейшем продолжал отражать контратаку противника.
Приказом по частям 310-й стрелковой дивизии от 15 марта 1944 года (№ 22/н) старший сержант Серещенко Иван Васильевич награждён орденом Славы 3-й степени.
Через несколько дней снова отличился. 31 марта в бою за деревню Проскурничино (Палкинский район Псковской области) при штурме укреплённого нанёс врагу большой урон, захватил пленного, который дал ценные сведения. Награждён орденом Красной Звезды, но получить тогда награду не успел.
2 апреля был ранен и направлен в госпиталь в город Ленинград (Санкт-Петербург). После выздоровления, в свой полк не вернулся. Боевой путь продолжил в 269-м стрелковом полку 13-й стрелковой дивизии, был разведчиком взвода пешей разведки, командиром отделения стрелкового взвода.
В декабре 1944 года дивизия в составе 59-й армии была выведена с Ленинградского фронта в резерв Ставки и переброшена в состав 1-го Украинского фронта. В январе-феврале 1945 года участвовала в Сандомирско-Силезской операции (часть Висло-Одерской стратегической наступательной операции), с боями прошла до реки Одер и форсировала водную преграду.
31 января 1945 года в бою за плацдарм на левом берегу реку Одер близ населённого пункта Эйххаген (северо-западнее города Гливице, Польша) старший сержант Серещенко первым ворвался в расположение противника, уничтожил свыше 10 гитлеровцев и удерживал с другими бойцами занятую позицию до подхода подкрепления.
Приказом по войскам 59-й армии от 28 февраля 1945 года (№ 26/н) старший сержант Серещенко Иван Васильевич награждён орденом Славы 2-й степени.
В дальнейшем в составе своей дивизии участвовал в Нижне-Силезской и Верхне-Силезской наступательных операциях, ликвидации окружённой группировки врага у города Оппельн. В этих боях командовал стрелковым отделением.
В ночь на 26 марта 1945 года при штурме высоты в 25 км северо-западнее города Нейсе (ныне Ныса, Польша) старший сержант Серещенко участвовал в разведке, добыл ценные сведения о расположении огневых средств противника. Первым поднялся в атаку и из автомата и гранатами истребил в схватке более 10 гитлеровцев.
Указом Президиума Верховного Совета СССР от 27 июня 1945 года старший сержант Серещенко Иван Васильевич награждён орденом Славы 1-й степени. Стал полным кавалером ордена Славы.
В сентябре 1945 года был демобилизован. Вернулся в родные края.
Работал в колхозе, в Романовском райпромкомбинате. Жил в посёлке Романовка Романовского района Саратовской области России. Скончался 24 мая 1996 года. Похоронен на кладбище посёлка Романовка.

## Награды
- Орден Отечественной войны I степени (11.03.1985)[6]
- Орден Красной Звезды (04.04.1944)[7];
- Полный кавалер ордена Славы:
  - орден Славы I степени (27.06.1945)[8]
  - орден Славы II степени (28.02.1945)[9];
  - орден Славы III степени (15.03.1944)[10];
- медали, в том числе:
  - «За освобождение Праги» (9.6.1945)
  - «За оборону Ленинграда» (9.6.1945)
  - «В ознаменование 100-летия со дня рождения Владимира Ильича Ленина» (6 апреля 1970)
  - «За победу над Германией» (9 мая 1945[11])[12]
  - «20 лет Победы в Великой Отечественной войне 1941—1945 гг.» (7 мая 1965[13])
  - «30 лет Победы в Великой Отечественной войне 1941—1945 гг.»[14]
  - 40 лет Победы в Великой Отечественной войне 1941—1945 гг.[15]
  - Юбилейная медаль «50 Победы в Великой Отечественной войне 1941—1945 гг.»
  - «30 лет Советской Армии и Флота»[16]
  - «40 лет Вооружённых Сил СССР»[17]
  - «50 лет Вооружённых Сил СССР» (26 декабря 1967[18])
- Знак «25 лет победы в Великой Отечественной войне» (1970)

## Память
- На могиле установлен надгробный памятник
- Его имя увековечено в Главном Храме Вооружённых сил России, и навсегда запечатлено на мемориале «Дорога памяти»
- Его именем названа школа в посёлке Романовка.